# Journal of the proceedings of the Linnean Society. Botany
Journal of the proceedings of the Linnean Society. Botany (w publikacjach cytowane także w skrócie jako J. Proc. Linn. Soc., Bot.) – biologiczne czasopismo naukowe wydawane przez Towarzystwo Linneuszowskie w Londynie (ang. The Linnean Society of London). Pierwszy pełny numer wyszedł w 1857 roku. Pierwsze numery wychodziły pod tytułem Journal of the Proceedings of the Linnean Society of London: Botany, od 8 tomu czasopismo zmieniło nazwę na Journal of the proceedings of the Linnean Society. Botany. W 1969 roku znów zmieniło nazwę na Botanical Journal of the Linnean Society i pod tym tytułem wychodzi do dzisiaj. 
Numery czasopisma zostały zdigitalizowane. Część z nich dostępna jest w internecie w postaci skanów (pliki pdf, ocr, jp2 i all). Opracowano 5 istniejących w internecie skorowidzów umożliwiających odszukanie artykułu:
- Title – na podstawie tytułu
- Author – na podstawie nazwiska autora
- Date – według daty
- Collection – według grupy zagadnień
- Contributor – według instytucji współpracujących

Istnieje też indeks zdigitalizowanych numerów czasopisma ze spisem ich treści.